# Podróż apostolska Jana Pawła II do Polski (1999)

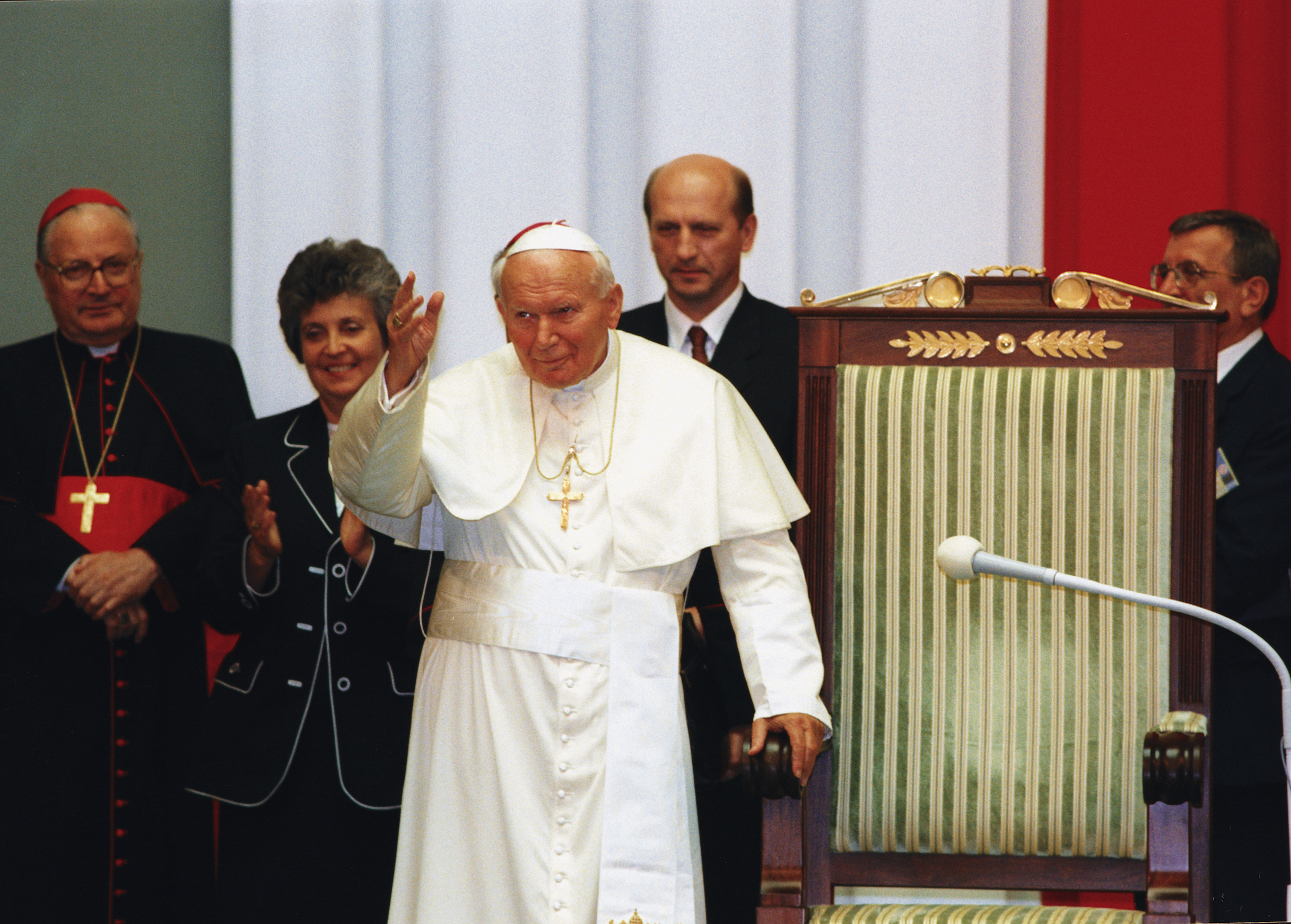
Jan Paweł II w Sejmie RP

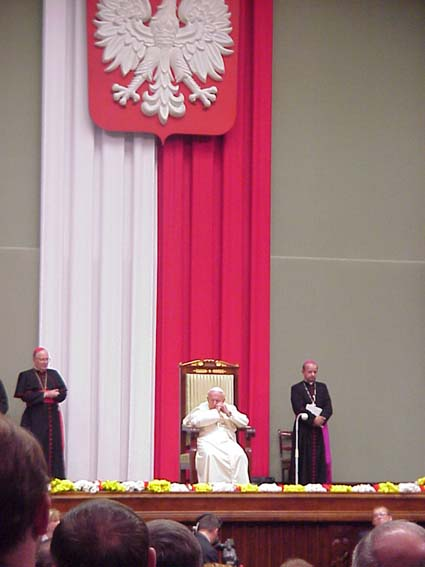
Papież w Sejmie RP

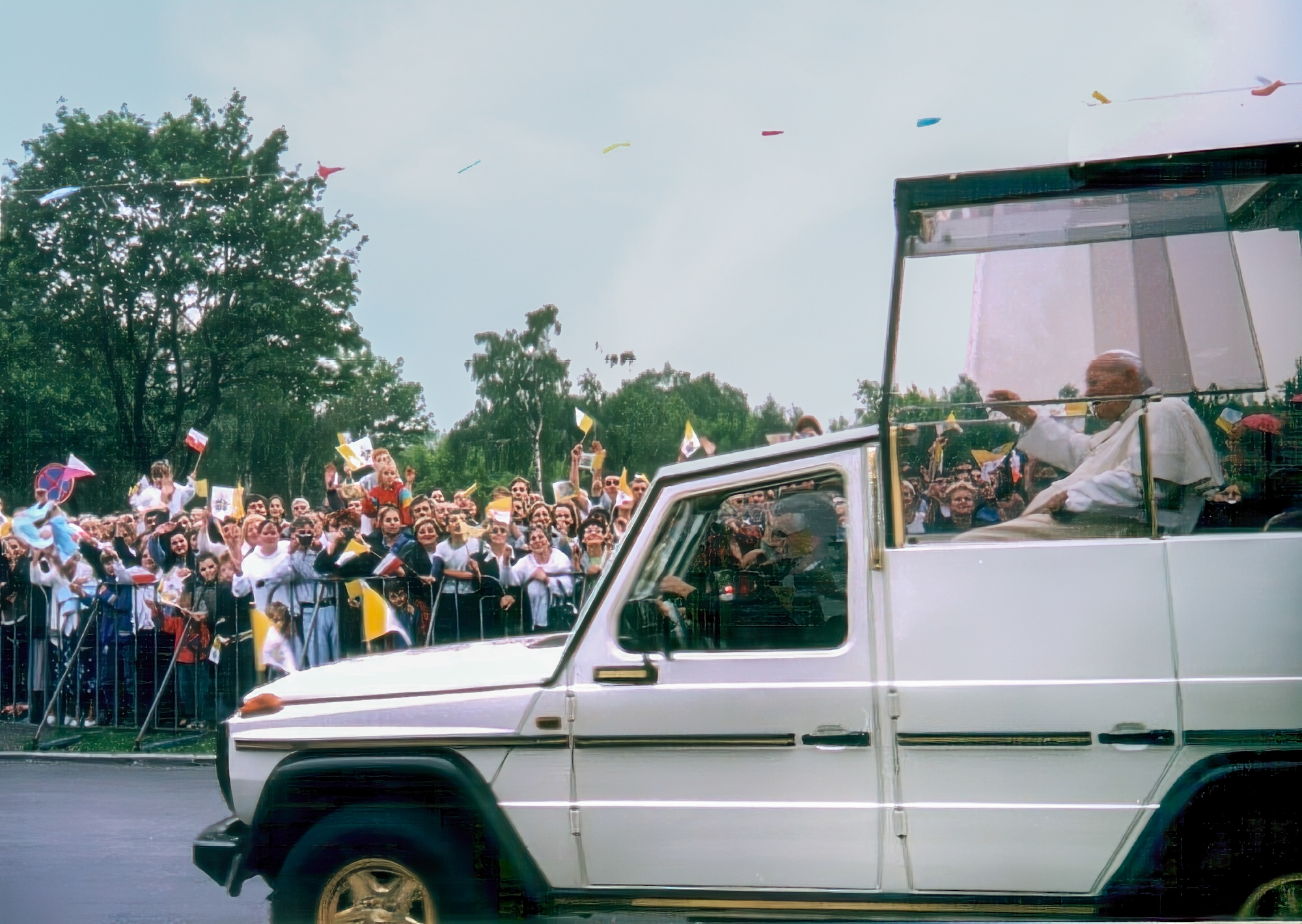
Papież Jan Paweł II w drodze z placu Papieskiego w Sosnowcu

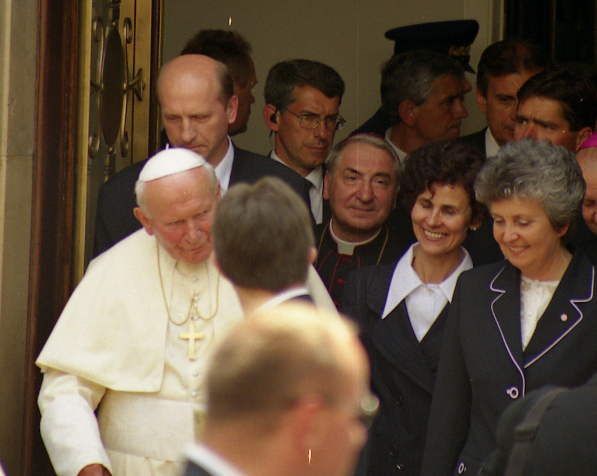
Jan Paweł II na spotkaniu z politykami

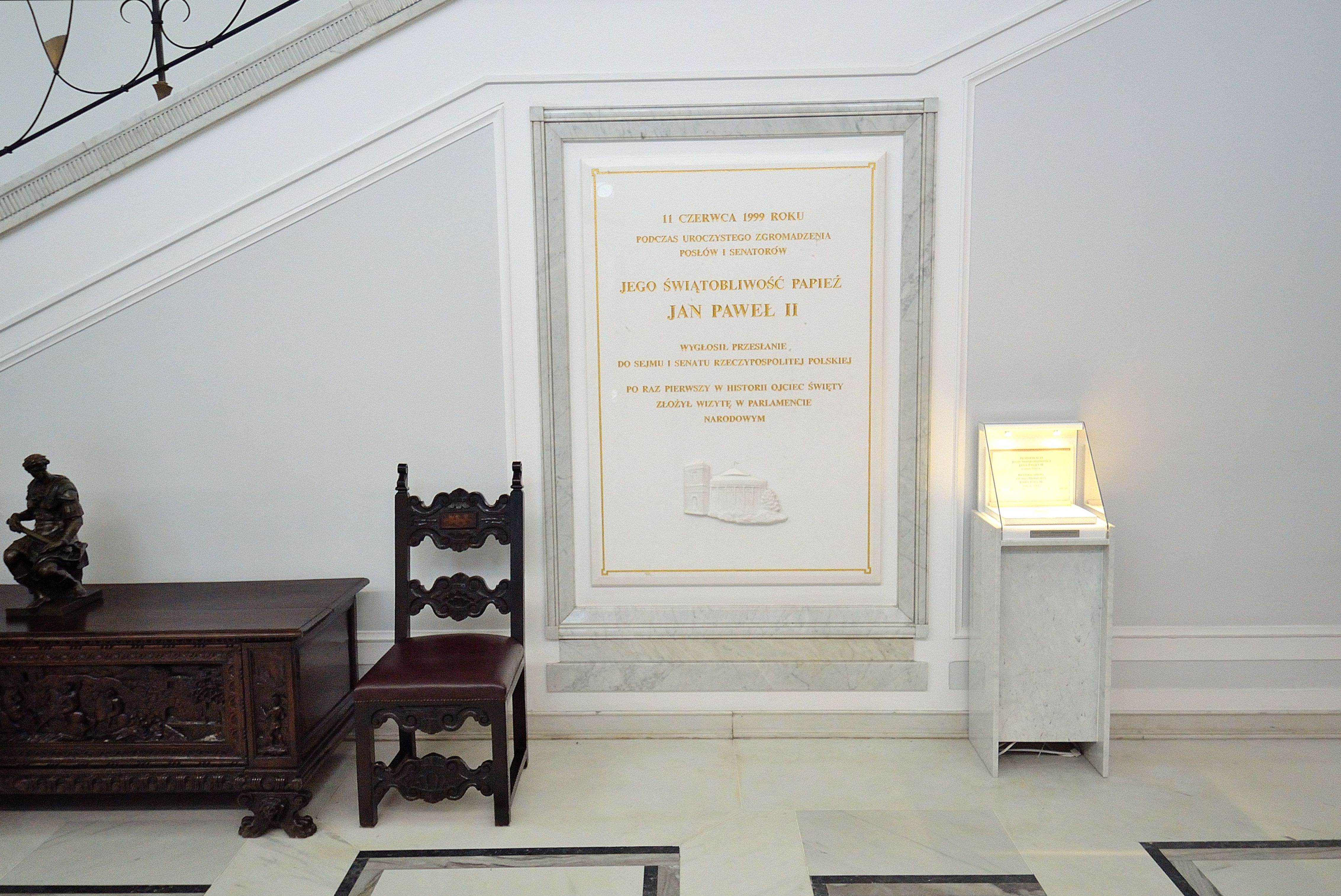
Tablica upamiętniająca wizytę Jana Pawła II w holu głównym Sejmu

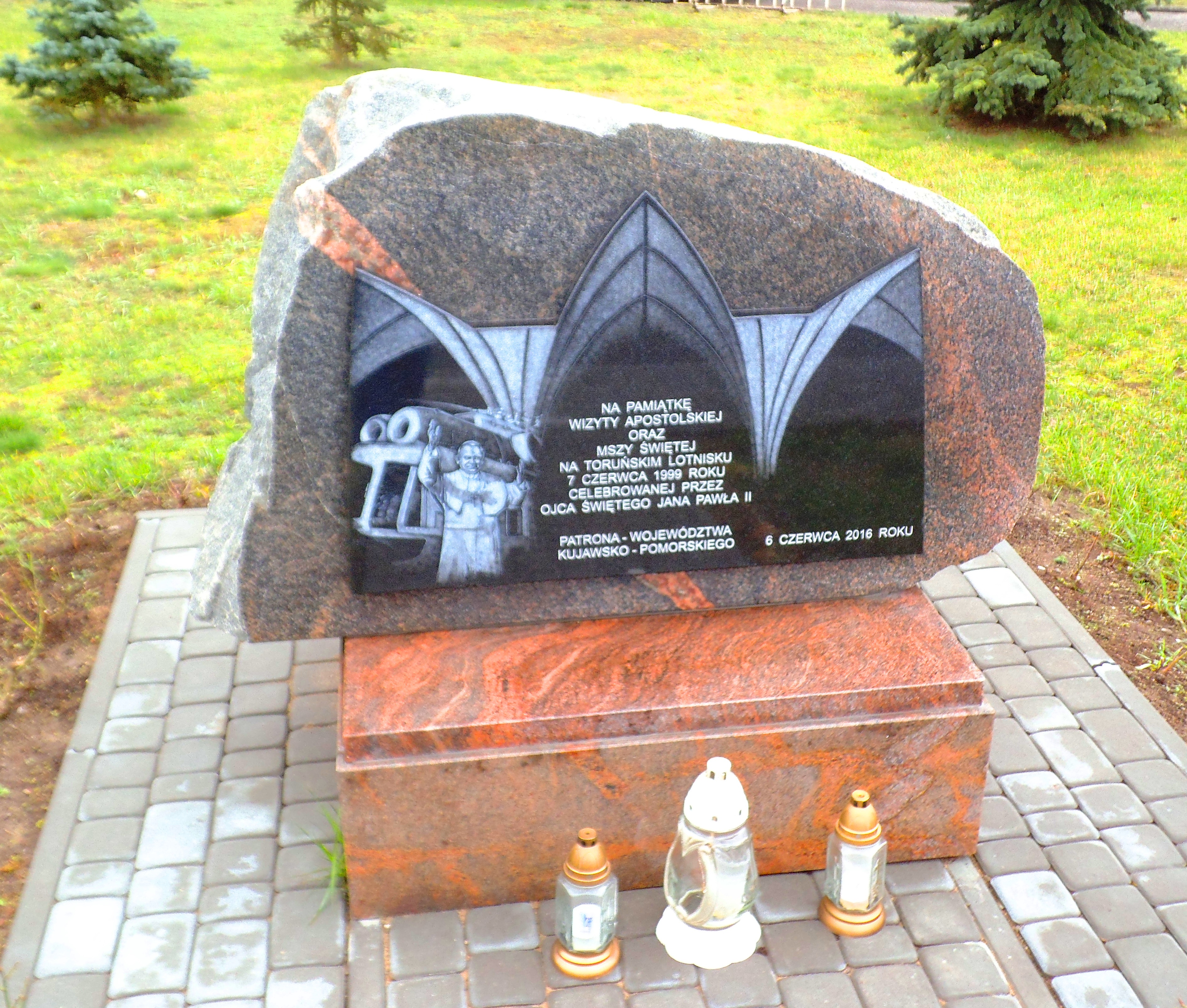
Tablica znajdująca się na lotnisku Aeroklubu Pomorskiego, upamiętniająca wizytę Jana Pawła II w dniu 7 czerwca 1999 w Toruniu

VII pielgrzymka Jana Pawła II do Polski przebiegała pod hasłem Bóg jest miłością.
Pielgrzymka odbywała się w dniach od 5 do 17 czerwca 1999. W tym czasie Jan Paweł II odwiedził 23 miejscowości: Gdańsk, Sopot, Pelplin, Elbląg, Licheń, Bydgoszcz, Toruń, Ełk, Wigry, Augustów, Siedlce, Drohiczyn, Warszawa, Sandomierz, Zamość, Radzymin, Łowicz, Sosnowiec, Kraków, Stary Sącz, Wadowice, Gliwice, Częstochowa.
Była to najdłużej trwająca pielgrzymka Jana Pawła II do ojczystego kraju.

## Program wizyty

### 5 czerwca 1999 (sobota)
- 11:30 – przylot papieża do Gdańska, powitanie przez władze państwowe i kościelne, przemówienie papieża
- 12:30 – przejazd do rezydencji metropolity gdańskiego arcybiskupa Tadeusza Gocłowskiego w Oliwie
- 17:15 – msza z homilią w Sopocie (na Hipodromie)
- 19:30 – poświęcenie Centrum Ekumenicznego przy ul. Polanki w Gdańsku
- 20:00 – powrót do rezydencji metropolity gdańskiego

### 6 czerwca 1999 (niedziela)
- 8:35 – odlot do Pelplina
- 9:00 – przylot do Pelplina
- 9:45 – msza z homilią Jana Pawła II
- 12:00 – modlitwa na Anioł Pański i przemówienie papieża
- 16:40 – odlot do Elbląga
- 17:15 – przylot do Elbląga
- 17:30 – nabożeństwo czerwcowe z homilią
- 19:00 – odlot do Lichenia
- 20:30 – przylot do Lichenia

### 7 czerwca 1999 (poniedziałek)
- 8:00 – liturgia poświęcenia bazyliki Matki Bożej Licheńskiej w Licheniu, przemówienie Jana Pawła II
- 9:15 – odlot do Bydgoszczy
- 9:45 – przylot do Bydgoszczy
- 10:00 – msza z homilią
- 13:15 – odlot do Torunia
- 13:35 – przylot do Torunia, przejazd przez miasto, odpoczynek w Pałacu Biskupim, nawiedzenie bazyliki katedralnej św. św. Janów[1]
- 17:15 – spotkanie z rektorami szkół wyższych w Auli Uniwersytetu Mikołaja Kopernika
- 18:30 – nabożeństwo czerwcowe z homilią, beatyfikacja Sługi Bożego Stefana Wincentego Frelichowskiego
- 20:00 – odlot do Lichenia
- 20:40 – przylot do Lichenia

### 8 czerwca 1999 (wtorek)
- 8:15 – odlot do Ełku
- 10:15 – przylot do miasta
- 11:00 – msza z homilią
- 14:00 – odlot na półwysep Wigry
- 14:25 – przylot na półwysep

### 9 czerwca 1999 (środa)
dzień wypoczynku Jana Pawła II
- Zwiedzanie zabytkowego klasztoru zakonu kamedułów w Wigrach
- Rejs statkiem po jeziorach augustowskich

### 10 czerwca 1999 (czwartek)
- 8:15 – odlot do Siedlec
- 9:35 – przylot do miasta
- 10:15 – msza z homilią
- 16:55 – odlot do Drohiczyna
- 17:20 – przylot do miasta
- 17:45 – nabożeństwo ekumeniczne z homilią papieża
- 19:15 – odlot do Warszawy
- 20:15 – przylot do stolicy

### 11 czerwca 1999 (piątek)
- 7:30 – prywatna msza w Nuncjaturze Apostolskiej w Warszawie
- 9:30 – spotkanie z prezydentem RP Aleksandrem Kwaśniewskim
- 10:20 – wizyta w Sejmie
- 12:00 – nawiedzenie świątyni oo. Bazylianów
- 12:45 – spotkanie z Episkopatem Polski, przemówienie papieża
- 17:10 – modlitwa za ofiary Holocaustu przed Pomnikiem Umschlagplatz
- 17:30 – modlitwa przy Pomniku Poległym i Pomordowanym na Wschodzie
- 18:00 – zakończenie II Synodu Plenarnego w archikatedrze św. Jana Chrzciciela na Starym Mieście
- 19:30 – poświęcenie nowej Biblioteki Uniwersyteckiej
- 19:50 – powrót do nuncjatury

### 12 czerwca 1999 (sobota)
- 8:30 – odlot do Sandomierza (lądowisko w Tarnobrzegu)
- 9:30 – przylot do Tarnobrzega, przejazd do Sandomierza
- 10:30 – msza z homilią
- 16:30 – odlot do Zamościa
- 17:10 – przylot do miasta
- 17:50 – liturgia słowa z homilią papieża
- 19:40 – odlot do Warszawy
- 21:00 – przylot do stolicy, przejazd do nuncjatury

### 13 czerwca 1999 (niedziela)
- 10:00 – msza z homilią na pl. marszałka Józefa Piłsudskiego z homilią, beatyfikacja 108. męczenników II wojny światowej oraz Reginy Protmann i Edmunda Bojanowskiego
- 16:45 – pozdrowienie służb PLL LOT i lotniska Okęcie
- 17:15 – odlot do Radzymina
- 17:40 – przylot do miasta, modlitwa na cmentarzu ofiar wojny 1920, następnie przejazd na warszawską Pragę
- 18:45 – liturgia słowa z homilią papieża przy katedrze diecezji warszawsko-praskiej
- 20:00 – powrót do Nuncjatury Apostolskiej

### 14 czerwca 1999 (poniedziałek)
- 8:30 – przejazd do Łowicza
- 9:25 – przyjazd do miasta
- 10:15 – msza z homilią
- 16:45 – odlot do Sosnowca[2]
- 18:15 – przylot do miasta[2]
- 18:45 – spotkanie ze zgromadzonymi, przemówienie papieża i pozdrowienie na placu Papieskim przy ulicy Gwiezdnej[2]
- 19:55 – odlot do Krakowa
- 20:25 – przylot do miasta

### 15 czerwca 1999 (wtorek)
- 9:30 – msza na krakowskich Błoniach z okazji 1000-lecia archidiecezji krakowskiej. Ze względu na chorobę Jan Paweł II nie odprawił tej mszy. W jego zastępstwie celebrował Sekretarz Stanu Stolicy Apostolskiej kard. Angelo Sodano. Homilię papieża odczytał kard. Franciszek Macharski.
- 18:15 – Nieszpory w Gliwicach bez udziału chorego papieża. Homilię papieża odczytał abp Józef Kowalczyk.

### 16 czerwca 1999 (środa)
- 8:25 – odlot do Starego Sącza
- 9:05 – przylot do miasta
- 10:00 – msza z homilią. Kanonizacja bł. Kingi
- 16:40 – odlot do Wadowic
- 17:30 – wizyta w bazylice wadowickiej
- 18:20 – spotkanie z mieszkańcami miasta, przemówienie papieża
- 19:45 – odlot do Krakowa
- 20:10 – przylot na lądowisko na Błoniach

### 17 czerwca 1999 (czwartek)
- 7:30 – msza w katedrze wawelskiej, następnie nawiedzenie grobu rodziców na cmentarzu
- 10:00 – krótka wizyta w Gliwicach
- 12:30 – prywatna wizyta na Jasnej Górze
- 18:00 – ceremonia pożegnania na lotnisku w Balicach. Pożegnanie przez władze kościelne i państwowe, przemówienie papieża
- 19:00 – odlot do Rzymu